# Benedetto Lorenzelli
Benedetto Lorenzelli (Castel di Casio, 11 de maio de 1853 - San Miniato, 15 de setembro de 1915) foi Cardeal católico italiano, nomeado pelo Papa Pio X, no consistório de 15 de abril de 1907.
Estudou no seminário de Bolonha e na Pontifical Roman Athenaeum "S. Apollinare" em Roma, onde obteve o doutorado em filosofia e teologia.
Foi ordenado presbítero em 1 de abril de 1876 e então passou a ensinar filosofia na Pontifical Urbanian Athenaeum em Roma, até 1884.
Ele foi professor de Teologia Dogmática no Pontifical Roman Athenaeum "S. Apollinare" de 1884 a 1889, servindo simultaneamente como primeiro reitor do Pontifical Bohemian College.